# Alejo Lascano
Alejo Lascano Bahamonde (Jipijapa, Manabí, Ecuador; 17 de julio de 1840 - Guayaquil, Guayas; 3 de diciembre de 1904) fue un médico y cirujano ecuatoriano.

## Biografía

### Primeros años
Hijo legítimo de José Francisco Lascano (un minorista exportador de sombreros de paja) y Josefa Bahamonde Gracés, ambos eran guayaquileños adinerados. Alejo salió de Guayaquil el 1 de febrero de 1857 e ingresó en la Facultad de Medicina de París, considerado el primer centro científico del mundo, estudiando con el profesor Geienau de Mussy.
Tras finalizar sus estudios en la Clínica Lauguier de París, obtuvo el Doctorado en Medicina y Cirugía el 17 de julio de 1864, y su tesis fue recibida muy favorablemente por el profesor Jacoub.

### De vuelta en Ecuador
Lascano tenía 24 años cuando regresó a su patria. En Guayaquil aún no existía una facultad de medicina, así que en 1867 fundó y organizó la Facultad de Medicina del Guayas. Era tan popular entre los clientes que se convirtió en el primer médico de la ciudad. Por ello en 1869 Gabriel García Moreno lo nombró Médico vitalicio del Hospital Civil de Guayaquil.

### Últimos años
Era un conocedor de la farmacología terapéutica, química y biología, así como de la botánica. Lascano tenía un cáncer de estómago lento. El 3 de diciembre de 1904 entró en agonía a las siete de la noche y murió a los nueve, a la edad de 64 años. El cuerpo de Lascano descansa en un suntuoso mausoleo del Cementerio General de Guayaquil.